# Црква Светих апостола Петра и Павла у Попама
Црква светих апостола Петра и Павла се налази у селу Попе, 15 километара западно од Новог Пазара.
Данас се налази под заштитом републике Србије, као споменик културе од великог значаја, у оквиру споменичке целине која обухвата цркве Сопоћанске околине.

## Конзервација
Сама црква светог Петра и Павла је била у веома лошем стању, па су предузети археолошки и конзерваторски радови 1971. године. Приликом тих радова установљено је да се садашња црква, која потиче из XVII века, налази на темељима две старије култне грађевине.
Темељи данашњег храма леже на темељима старије цркве који потичу из XIV века, а темељи ове две цркве леже на поду мало веће тробродне базилике која представља најстарији културни објекат, који највероватније потиче из рановизантијског периода.
На простору апсиде средњег брода базилике очувана је стопа за часну трпезу, као и у апсиди северног брода. Насупрот стопе за часну трпезу средњег брода налази се банак који је служио као седиште.
Базилика је највероватније имала са северне стране анекс, који није истражен, а ту се вероватно налазила крстионица.
Садашња црква је живописана и живопис је већем делу сачуван. У унутрашњости цркве налази се мермерна плоча на којој се налази ктиторски натпис где стоји да је црва подигнута 1650. године, а ктитор је био Велимир Чолић са братијом.
На ширем простору око храма налази се већа некропола. Најзанимљивији део некрополе који се налази око саме цркве припада средњем веку и везује се за средњу цркву. Надгробни споменици имају облик хоризонталних плоча. Поједини гробови поред плоча имају и по мању плочу постављену код главе и код ногу. Већи део плоча нема никакав орнамент, осим мањег броја које на себи имају исклесану људску фигуру. Једна хоризонтална плоча има натпис који се односи на попадију попа Миховила. Сматра се да је из XIII века. Највећи део гробова везује се за млађу цркву. Надгробни споменици имају облик крста. Има их разних облика и сваки има различит орнамент.
Поред цркве пронађен је и један антички споменик са рељефним људским представама, без натписа. Овај споменик нема никакве везе са поменутом базиликом и вероватно је био део старијег античког локалитета.